# Rusavskia elegans
Rusavskia elegans (anteriormente Xanthoria elegans), comúnmente conocido como liquen elegante del resplandor solar,  es una especie liquenizada de hongo del género Rusavskia, familia Teloschistaceae. Reconocida por su pigmentación naranja o roja brillante, esta especie crece en rocas, a menudo cerca de perchas para pájaros o roedores. Tiene una distribución circumpolar y alpina. Fue uno de los primeros líquenes que se utilizó para el método de datación de rocas conocido como liquenometría.

## Taxonomía
Rusavskia elegans fue descrita formalmente por primera vez por Heinrich Friedrich Link como Lichen elegans en 1791,  y transferida al género Xanthoria por Theodor Magnus Fries (hijo de Elias Magnus Fries) en 1860.  En 2003, Sergey Kondratyuk e Ingvar Kärnefelt transfirieron el taxón a su género recién circunscrito Rusavskia, del que es la especie tipo.  Aunque inicialmente el nuevo género no fue ampliamente aceptado, estudios filogenéticos moleculares posteriores mostraron la validez de la nueva clasificación.
Su fotosimbiosis pertenece al género Trebouxia.

## Descripción

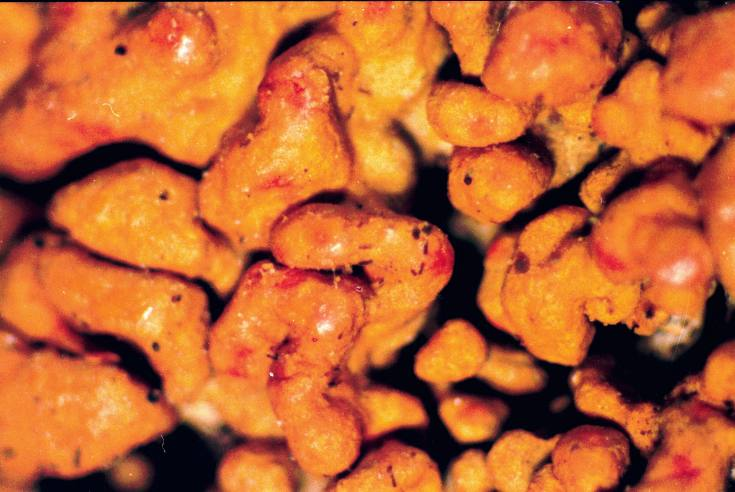
Ejemplar de herbario de R. elegans, mostrando los lóbulos a 40X aumento

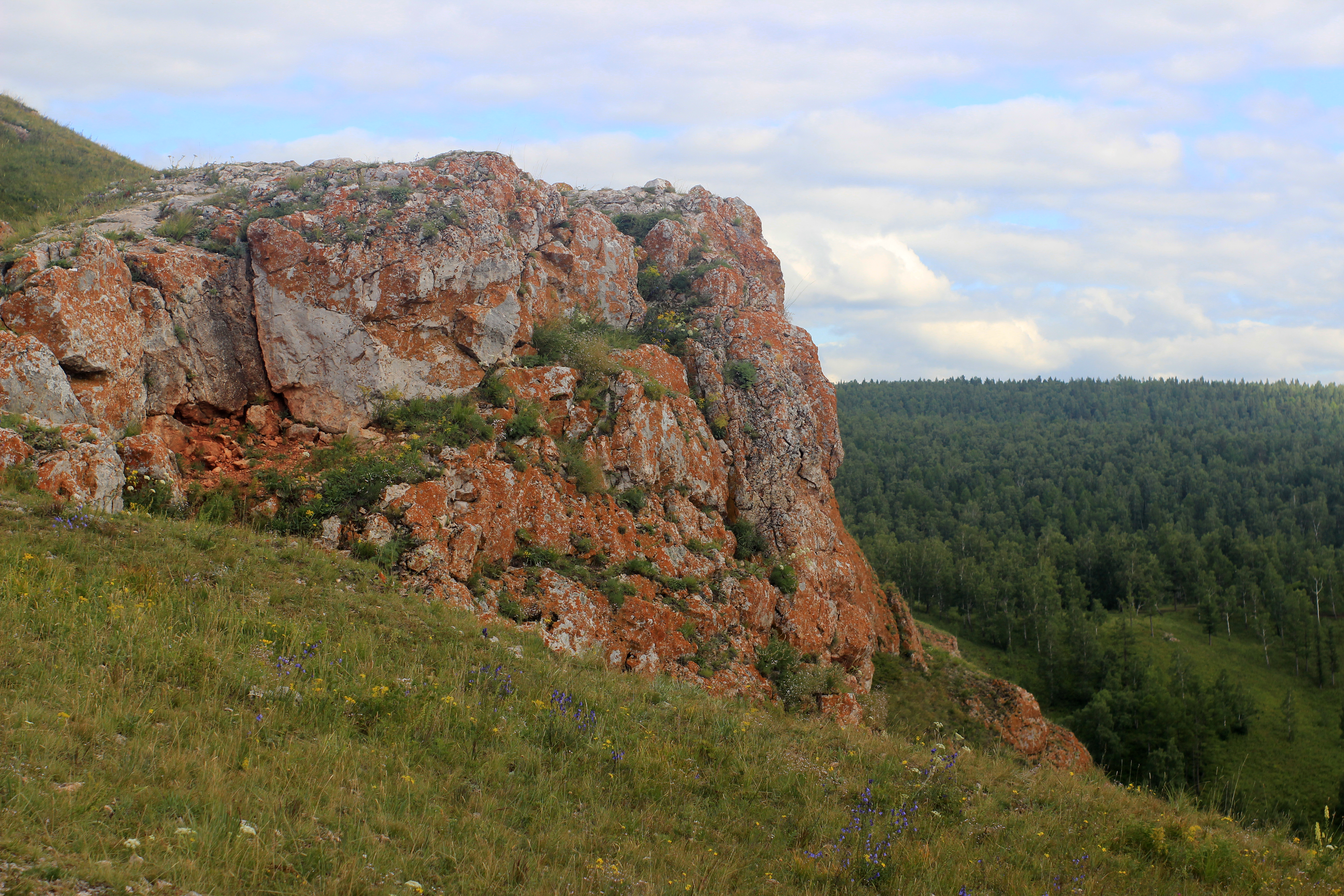
r. elegans en la superficie de la roca

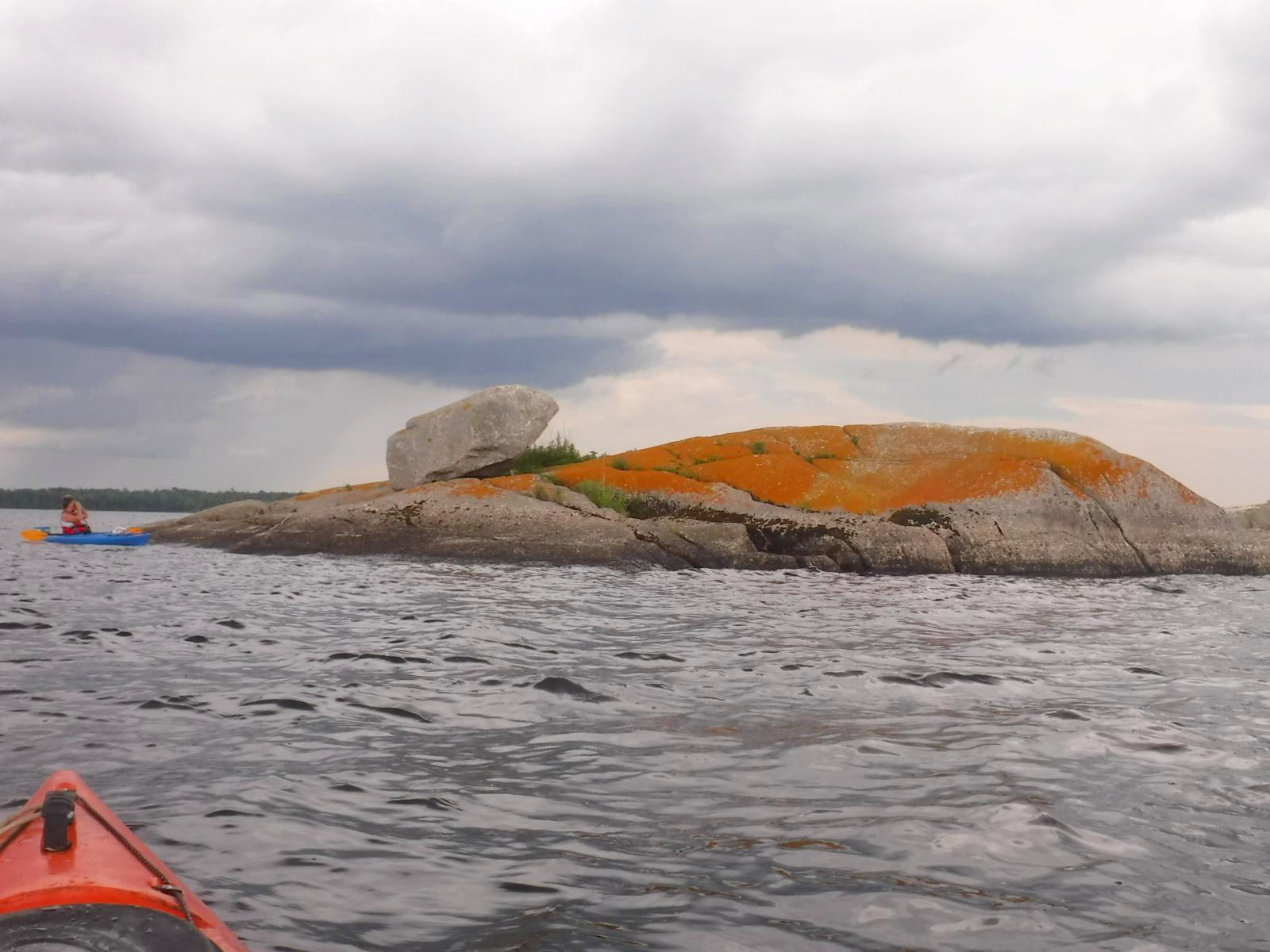
r. elegans en un islote rocoso en el lago Gaspereau

El talo de este liquen se describe como folioso, con aspecto de hojas, aunque las porciones centrales del talo pueden parecer casi crustosas. Es pequeño, normalmente menos de 5 cm de ancho, con lóbulos de menos de 2 mm ancho, adpreso a ligeramente adpreso. La superficie superior es de un tono naranja mientras que la superficie inferior es blanca, cortica té, con aptes cortos y escasos (una estructura de unión producida por algunos líquenes). Los propágulos vegetativos llamados soredia e isidia están ausentes, aunque los apotecios son comunes. Se ha descrito que posee talos hinchados de color amarillo anaranjado (en arroyos), talos anaranjados compactos (en rocas) o talos de color rojo anaranjado oscuro en las paredes rocosas más secas. 
La variedad R. elegans var. granulifera, caracterizada por tener propágulos vegetativos similares a isidia, ha sido reportada en Groenlandia y Spitsbergen. 

## Tasa de crecimiento
Rusavskia elegans fue una de las primeras especies utilizadas para liquenometría,  una técnica para estimar la edad de las paredes rocosas midiendo el diámetro de los talos de líquenes que crecen en ellas. Después de un período inicial de una o dos décadas para establecer el crecimiento (el intervalo de ecesis), R. elegans crece a una tasa de 0,5 milímetros por año durante el primer siglo, antes de desacelerarse un poco.  

## Hábitat y distribución
Esta especie crece sobre rocas, tanto calcáreas como silíceas, creciendo ocasionalmente sobre musgo, hojarasca o roca. A menudo se encuentra en sitios expuestos algo protegidos, a menudo cerca de excrementos de aves o pequeños mamíferos. También se ha adaptado con éxito al crecimiento en superficies naturales y artificiales, desde la zona de aspersión de agua de mar hasta el bosque boreal y los pastizales del interior continental. Puede prosperar en áreas que tengan menos de 6 centímetros precipitación anual y puede sobrevivir sumergido en arroyos durante gran parte de la temporada de crecimiento. 
Rusavskia elegans tiene una distribución circumpolar y alpina extremadamente amplia y se encuentra en todos los continentes excepto Australia.  Está muy extendido en las regiones antárticas. 
El liquen se utiliza como sistema modelo para estudiar su potencial para resistir ambientes extremos del espacio exterior. De varios líquenes probados, mostró la capacidad de recuperarse de situaciones de simulación espacial, incluida la exposición a 16 horas de vacío a 10−3 Radiación Pa y UV en longitudes de onda inferiores a 160 nm o mayor que 400 Nuevo Méjico.  r. elegans ha sobrevivido a una exposición de 18 meses a la radiación solar ultravioleta, rayos cósmicos, vacío y temperaturas variables en un experimento realizado por la ESA fuera de la ISS.

## Compuestos bioactivos
Se han identificado varios compuestos de antraquinona en R. elegans, incluyendo allacinal, physcion, teloschistin,  xantorina,  y eritoglaucina,  ácido murolico y un derivado glucósido del ácido murolico ((18 R )-18- O -β- D -apiofuranosil-(1 -2)-β- D -glucopiranósido).  El simbionte de algas produce un ciclopéptido, ciclo-(L-triptófilo-L-triptófilo).

### Carotenoides
Los líquenes se benefician de las funciones fisiológicas de los carotenoides, ya que estos mejoran la captación de energía luminosa para la fotosíntesis y protegen al organismo de los efectos dañinos de la luz ultravioleta. En el caso de R. elegans y otras especies de Rusavskia, se ha observado que los individuos que crecen en áreas con alta radiación ultravioleta tienen una mayor concentración de carotenoides en comparación con aquellos que crecen en zonas más sombreadas. Además, la biosíntesis de carotenoides en R. elegans también está influenciada por la estación del año, como se demostró en un estudio realizado en la Antártida. El carotenoide predominante en R. elegans, responsable de su color amarillo anaranjado, es la mutatoxantina.